# 喬納森·莫里斯
喬納森·莫里斯（英語：Jonathan Morris，1972年8月22日—）是美國的一位羅馬天主教的神父，現在服務於天主教紐約總教區。他以經常在媒體上擔任宗教議題的評論員而著稱。自2005年開始，他經常在福斯新聞頻道上出演。他現在也是哥倫比亞大學的總統生活顧問。

## 生平
1972年出生在俄亥俄州克里夫蘭。莫里斯也在華爾街日報撰稿。

## 外部連結
- 官方网站
- 福斯新聞網個人資料頁